# Alderbury
Alderbury är en ort och civil parish i Storbritannien.   Den ligger i kommunen Wiltshire i riksdelen England, i den södra delen av landet, 120 km väster om huvudstaden London. Alderbury ligger 94 meter över havet och antalet invånare är 2 191. Alderbury är ihopvuxet med byn Whaddon som ingår i Alderbury civil parish.
Terrängen runt Alderbury är platt. Runt Alderbury är det ganska tätbefolkat, med 207 invånare per kvadratkilometer. Närmaste större samhälle är Salisbury, 5,2 km nordväst om Alderbury. I omgivningarna runt Alderbury växer i huvudsak blandskog.